# Iteration (Linguistik)
Iteration ist in der Linguistik als Oberbegriff für Reduplikation und Triplikation gebräuchlich, wenn auch nicht sehr häufig. Gemeint ist damit eine  Form der Wortbildung, bei der mehrere gleiche oder ähnliche Wortteile (Morpheme) mit oder ohne lautliche Abwandlung zwei- oder mehrfach wiederholt werden. Der Linguist Willi Mayerthaler spricht von „n-plikationsstruktur“. Beispiele: vorvorgestern, Urururgroßmutter.
Als Reduplikation spielt die Iteration auch in der Flexion eine Rolle, zum Beispiel in der Flexion gotischer, griechischer und lateinischer Verben.